# Jörg Wagner

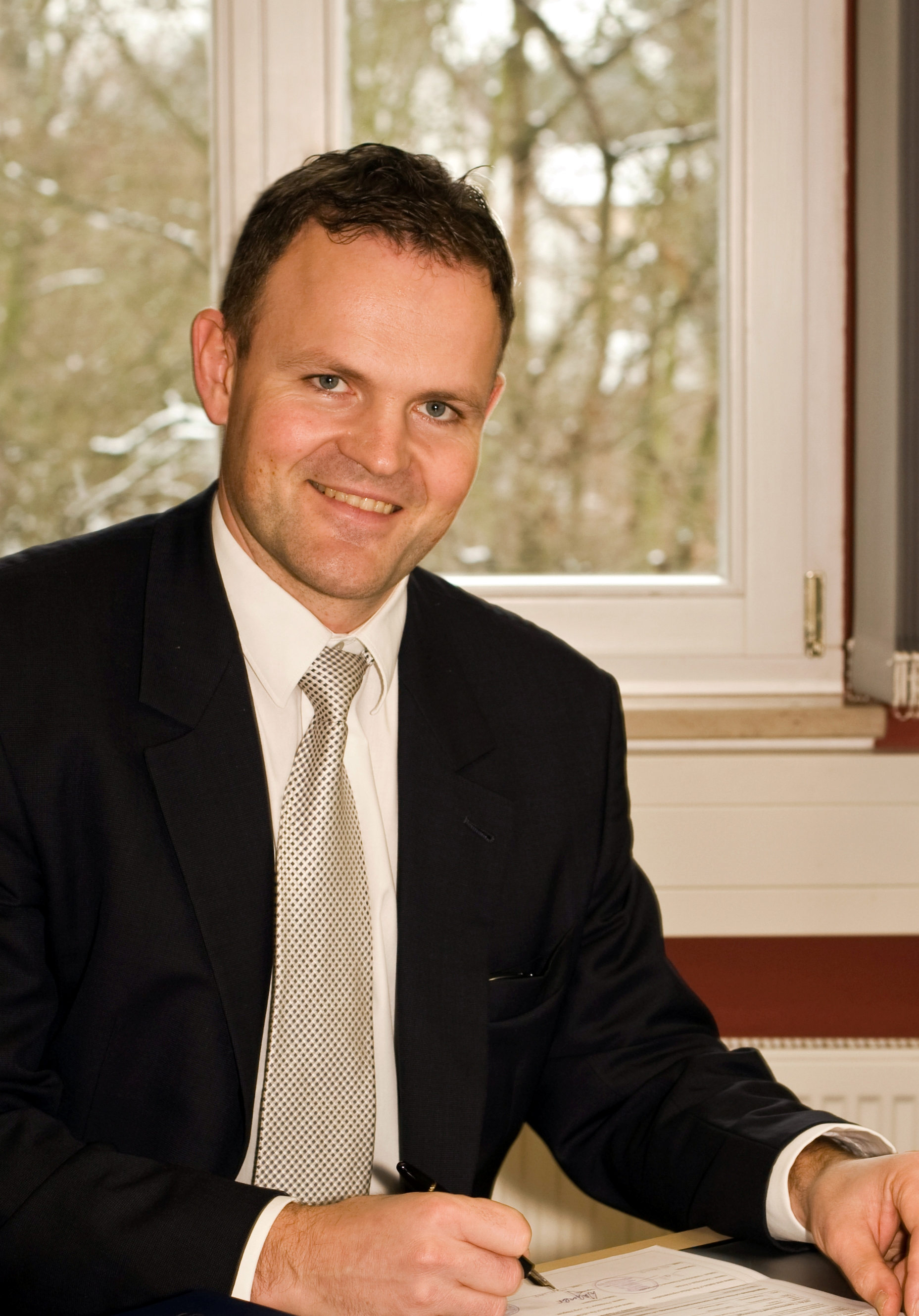
Jörg Wagner (2008)

Jörg Wagner (* 27. Juni 1969 in Kassel) ist ein deutscher Betriebswirt. Er ist seit 2000 Professor für Betriebswirtschaft und seit 2004 zunächst Rektor, später Präsident der Hochschule Nordhausen.

## Leben und Wirken
Wagner absolvierte im Jahr 1989 das Abitur in Marburg. Im Anschluss studierte er Betriebswirtschaftslehre an der Justus-Liebig-Universität Gießen mit den Schwerpunkten Unternehmensführung, Personalwirtschaft, Wirtschaftsinformatik und Operations Research. Im Jahr 1994 schloss er das Studium mit dem Abschluss des Grades Diplom-Kaufmann ab.
Nach seinem Studium arbeitete er bis 1998 bei der Dresdner Bank AG in Frankfurt am Main in den Bereichen Bankkalkulation und Controlling und ab 1996 war er Teamleiter. Während dieser Zeit absolvierte er parallel zu seiner beruflichen Tätigkeit sein Doktorandenstudium an der Universität St. Gallen. Im Jahr 1998 promovierte er zum Dr. rer. oec mit seiner Dissertation zum Thema „Neue Potentiale für das Risikomanagement derivativer Finanzprodukte durch integrierte Information und Kommunikation“.
Nach seiner Promotion wechselte er zur Heyde AG – Unternehmensberatung in Bad Nauheim als Geschäftsbereichsleiter, bevor er im Jahr 2000 als Professor für Allgemeine Betriebswirtschaft, insbesondere Wirtschaftsinformatik an die Hochschule Nordhausen berufen wurde.
Dort hatte er von 2001 bis 2003 das Amt des Studiendekans des Studienganges Betriebswirtschaft inne. In dieser Zeit war er u. a. am Aufbau und an der Konzeption des neuen Studienganges Public Management beteiligt. Ab 2003 leitete er als Dekan den Fachbereich Wirtschafts- und Sozialwissenschaften, bis er 2004 zum Rektor der Hochschule Nordhausen gewählt wurde. Der damals 35-Jährige war der jüngste Rektor in Thüringen und übernahm das Amt von Christian C. Juckenack, der seit 2001 die Hochschule geleitet hatte und aufgrund seiner Ernennung zum Staatssekretär im Thüringer Ministerium für Landwirtschaft, Naturschutz und Umwelt aus der Funktion ausgeschieden war. Seit 2008 ist er Präsident der Hochschule. Er wohnt in Nordhausen.

## Präsidentenamt an der Hochschule Nordhausen
Mit dem Gewinn des Programmes „Exzellenzstrategien für kleine und mittlere Hochschulen“ des Stifterverbandes für die Deutsche Wissenschaft und der Zertifizierung als „familiengerechte Hochschule“ durch die Hertie-Stiftung konnte die Hochschule Nordhausen unter Wagners Leitung auch überregional an Bedeutung gewinnen.

## Forschungsschwerpunkte
- Risikomanagement derivativer Finanzinstrumente
- ERP-Systeme in Unternehmen und öffentlichen Institutionen
- Management von IT-Projekten unter Einsatz dezentraler Planungsinstrumente
- Interorganisationssysteme und Netzwerke

## Soziales Engagement
Neben seiner Arbeit für die Hochschule Nordhausen engagiert sich Wagner ehrenamtlich beim Jugendsozialwerk Nordhausen e. V., wo er seit Anfang 2013 als Vorstandsvorsitzender und seit Ende 2013 als Aufsichtsratsvorsitzender wirkt.

## Veröffentlichungen (Auswahl)
- Jörg Wagner: Die Hochschulregion Harz als Beispiel einer länderübergreifenden Zusammenarbeit zwischen Universität und Fachhochschule. In: Winfried Benz, Klaus Landfried (Hrsg.): Handbuch Qualität in Studium und Lehre, Evaluation nutzen – Akkreditierung sichern – Profil schärfen. 2. Auflage. Raabe, Stuttgart 2010, ISBN 3-8183-0207-3.